# Juiverie de Draguignan
La Juiverie de Draguignan fut selon les époques et les auteurs une rue, un quartier ou un ghetto habité au Moyen Âge par une communauté juive. Le premier écrit mentionnant un juif dans la ville daterait de 1297. La communauté juive de Draguignan aurait pu atteindre jusqu'à 225 habitants tandis que celle de Marseille n'aurait pas dépassé 300 habitants à la même époque,.

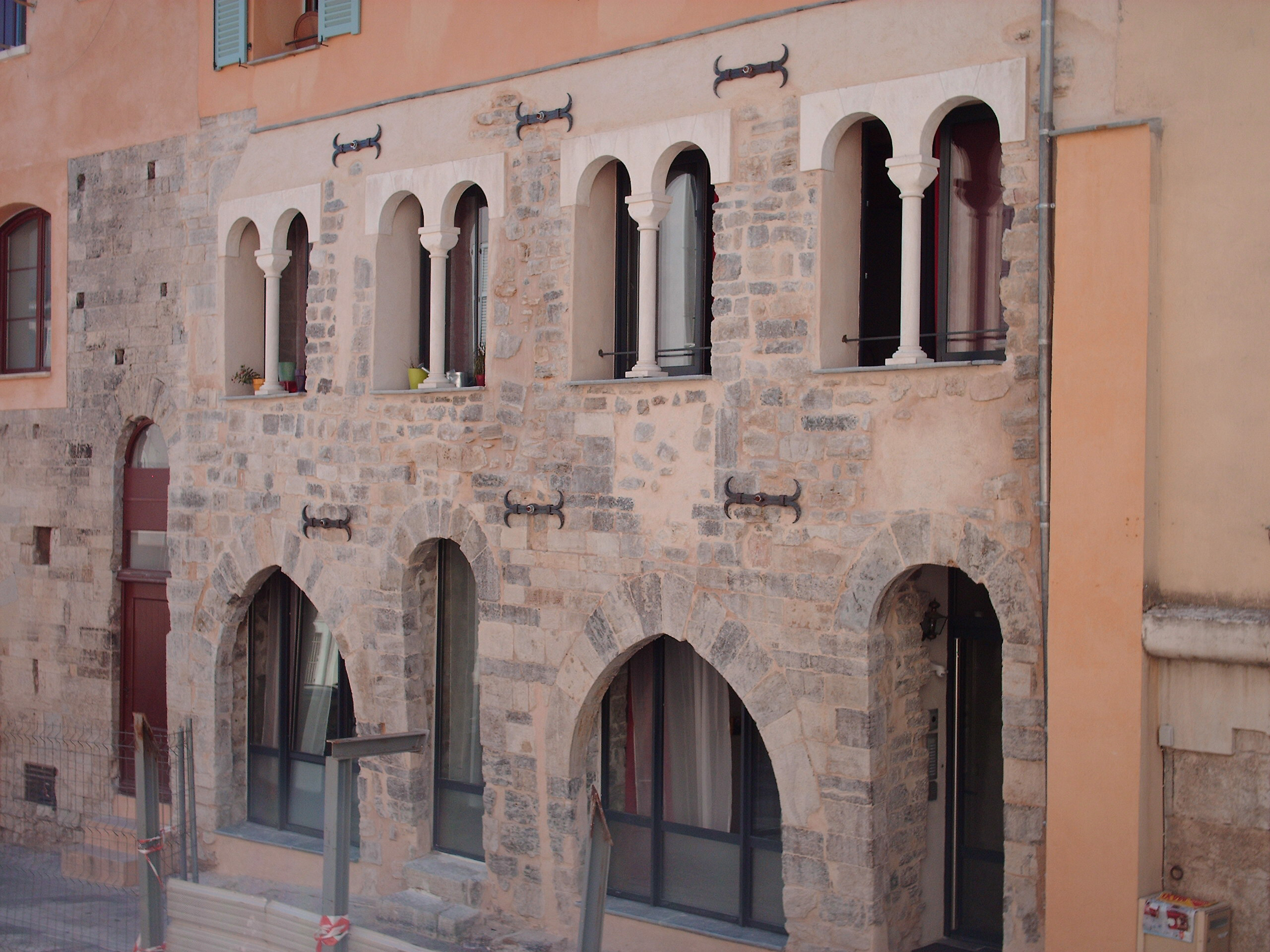
Rue de la Juiverie numéros 16/18

## Localisation et constitution
- Rue de la Juiverie : jusqu'à 50 maisons entre la porte d'Orange et la rue du Portalet de Portaiguières.
- Traverse Juiverie : créée au début du XVIIe siècle pour réaliser une communication avec la rue Longue (Grande rue).
- Courroua Trouca (le corridor troué) : un passage ou poterne percée en 1430 permettant de sortir en pleine campagne en direction du cimetière juif situé au quartier Blancon.
- L'abattoir et la boucherie (1374).
- Le puits (1380)[4].
- Le four[5] et la boulangerie(1412).
- La synagogue : ne serait pas située aux numéros 12/14 et 16/18 de la rue de la Juiverie comme la tradition le veut[6]. Il s'agirait plutôt de maisons romanes[7]. Elles comportaient des fresques et illustrations, interdites selon le culte israélite[8].

## Autres lieux excentrés
- Le cimetière juif situé sur un terrain en face de la Pierre de la Fée au quartier dit « Blancon »[9],[10].
- La potence Las forcas dels Jusieus sur le versant nord-ouest du « col de l'Ange »[11].
- La "Domus judeorum", bureau abritant un syndic et des conseillers dans une maison située aux "Aires saint-François" (Allées Azémar).
- Autres lieux hébergeant des juifs jusqu'en 1374 : rue Saint-François (rue G. Cisson) et rue Droite (rue de Trans).

## Quelques portraits
Portraits de juifs retrouvés dans les textes du Moyen Âge :
- Selon Ernest Renan, Isaac Ben Abraham ha-Gorni, écrivain itinérant de la seconde moitié du XIIIe siècle[12],[13], aurait écrit ce quatrain dans l'Histoire du peuple d'Israël :Malheur sur le jour où je suis

Habiter ce repaire de Dragons,

Malheur sur le jour où j'ai voulu

M'installer dans cette communauté

Ce poète-écrivain aurait gardé un mauvais souvenir de la communauté juive de Draguignan, comme de celle d’Aix-en-Provence, mais aurait chanté les louanges de celles d'Apt et de Manosque.

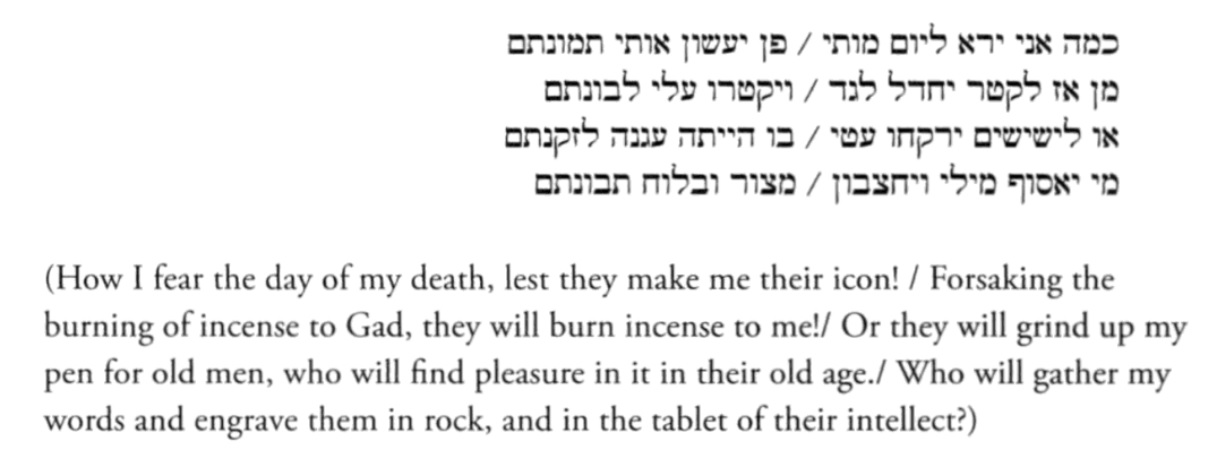
autre poème d'Isaac Gorni sur la Juiverie de Draguignan traduit en anglais

Selon Jefim Schirmann, sa mauvaise réputation proviendrait d'un attrait trop prononcé pour les jeunes filles des communautés dans lesquelles il fut accueilli. Autre poème destiné aux Juifs de Draguignan : 

- Salomon Bendes "Physicus". Médecin ayant traité, semble-t-il avec succès, une épidémie (la maladie traitée n'est pas connue). La ville de Draguignan lui paya 20 à 25 florins d'or d'honoraires et on lui accorda des franchises[15].
- Boniface de Trans. Médecin juif ayant fait le choix de se convertir, il put ainsi rester à Draguignan après 1501. Il dut payer pour cette conversion une taxe de 150 florins. Il fut 3 fois premier consul de la ville, en 1517, 1538 et 1548. Mort en 1549, il aurait fait le choix, par testament, de se faire inhumer à l'église de l'Observance. De nombreuses donations allèrent aux pauvres, à l'Hôpital Saint-Jacques et aux moines du couvent pour célébrer des messes.
- Régine Abram, fille de Massip Abram en 1469, reçut pour son premier mariage, une dot de 2 000 florins et un manuscrit biblique de 40 florins. Elle se convertit et dut changer son nom en Catherine Sicolle. Elle se remaria à l'écuyer Gillet Gillibert d'Aix-en-Provence[16].

## Repères historiques
- 1297 : premier acte connu mentionnant un juif à Draguignan.
- 1313 : interdiction de l'évêché de Fréjus de se « mélanger » aux chrétiens, restrictions dans l'exercice de certaines professions (médecine, fonction publique…).
- 1348 : peste noire en Provence et accusations calomnieuses envers les juifs qui auraient été responsables de la propagation de l'épidémie.
- 1363 : décret municipal sur le port de la rouelle (amende de 5 sous pour défaut);
- 1374 : édit de "réintégration" des juifs dans la Juiverie.
- 1383 : première mention de "las forcas dels Jusieus", potence réservée aux juifs.
- 1412 : interdiction d'utiliser un autre passage pour sortir que "leur" porte.
- 1489-1501 : expulsions à la suite de l'édit d'expulsion de Charles VIII.